# Comité olympique du Bhoutan
Le Comité olympique du Bhoutan (en anglais, Bhutan Olympic Committee) est le comité national olympique du Bhoutan. Il a été fondé en 1983 et le Comité international olympique l'a reconnu la même année.